# Terminátor 2. – Az ítélet napja
Terminátor 2. – Az ítélet napja (Eredeti cím: Terminator 2 – Judgment Day) – 1991-ben bemutatott amerikai sci-fi akciófilm James Cameron rendezésében. A Terminátor-sorozat második része. A főbb szerepekben Arnold Schwarzenegger, Linda Hamilton, Edward Furlong és Robert Patrick láthatók.

## Cselekmény
|  | Alább a cselekmény részletei következnek! |

Tíz év telt el az első rész óta, 1995-öt írunk. John Connor, a jövőben dúló gépek elleni háború leendő vezetője immár egy vagánykodó kamasz, a nevelőszüleivel él. Anyja, Sarah Connor a Pescadero elmegyógyintézet lakója, ugyanis nem hittek neki, hogy egy jövőből visszaküldött robot, azaz egy terminátor az életére tört. Úgy gondolja, hogy a cég, melynek gyárában elpusztította a gépet, eltussolta a dolgot. Ám téved; a terminátorból megmaradt csipet és karját a Skynet központjában őrzik...
2029-ből ismét két terminátor érkezik; a gépek által John Connor likvidálására küldött T-1000-es modell, illetve az emberek Connor védelmére átprogramozott T-101-ese. A két robot azonnal megkezdi küldetése beteljesítését. Miután a T-1000-es végzett John nevelőszüleivel, a fiú kénytelen kibernetikus védelmezőjével menni. John parancsára együtt kiszabadítják az elmegyógyintézetből Sarah-t, aztán pedig elindulnak, hogy megállítsák a számukra legendás Ítélet napját. Miután Sarah régi barátja, Enrique Salceda jóvoltából tömérdek fegyverhez jutottak, megtudják, hogy az Ítélet napját valószínűleg a Skynet egyik tudósának, Dr. Miles Bennett Dysonnak leendő számítógépes rendszere fogja előidézni, így a háromfős csapat beavatja a férfit az apokaliptikus jövőbe, majd segítségével felrobbantják a Skynet központját, a Cyberdyne Systemst, minden jövőre veszélyes fejlesztéssel együtt, ám Dysont a kiérkező kommandósok lelövik, és a T-1000-es is feltűnik. A gép üldözőbe veszi ellenfeleit, a végső küzdelemre végül egy kohónál kerül sor: a két terminátor megküzd egymással, melynek során a T-1000-es belezuhan az olvadó acélba, ahol azonnal szétolvad. John az acélba dobja a központból ellopott csipet és gépkart, majd az Ítélet napjának biztos elkerülése érdekében a T101-es is megsemmisíti magát.
Megjegyzés: a Terminátor 3. – A gépek lázadása készítői visszamenőleg 1997-re módosították a T2 cselekményének idejét, holott az 1995-ben játszódik. Mindezt azért, hogy visszamenőleg kiegészítsék John Connor gyermekkorát egy kamasz szerelemi szállal, ám a T2 idején ő még csak egy koravén 10 éves, jól látszik ez abban a jelenetben is, amikor a T-1000-es lekéri John Connor személyi adatait a számítógépes nyilvántartásból. Az, hogy a T3 olvasatában a T2 1997-ben játszódott, súlyos tévedés, hiszen a Skynet a film jelenében még csak egyszerű tervezet, tudományos kutatási projekt, nem pedig megvalósult, hardverrel bíró MI.

## Szereplők
| Színész                 | Karakter                                                                        | Magyar hang                                                |
| ----------------------- | ------------------------------------------------------------------------------- | ---------------------------------------------------------- |
| Arnold Schwarzenegger   | T-800 101-es modell                                                             | Gáti Oszkár                                                |
| Linda Hamilton          | Sarah Connor                                                                    | Fehér Anna                                                 |
| Edward Furlong          | John Connor                                                                     | Minárovits Péter (1. szinkron) Baráth István (2. szinkron) |
| Robert Patrick          | T-1000                                                                          | Józsa Imre                                                 |
| Earl Boen               | Dr. Peter Silberman                                                             | Szabó Ottó                                                 |
| Joe Morton              | Dr. Miles Bennett Dyson                                                         | Vass Gábor                                                 |
| S. Epatha Merkerson     | Tarissa Dyson                                                                   | Spilák Klára                                               |
| Castulo Guerra          | Enrique Salceda                                                                 | Sinkovits-Vitay András                                     |
| Danny Cooksey           | Tim                                                                             | Bolba Tamás                                                |
| Jenette Goldstein       | Janelle Voight                                                                  | Andresz Kati                                               |
| Xander Berkeley         | Todd Voight                                                                     | Barbinek Péter                                             |
| Leslie Hamilton Gearren | a T-1000-es Sarah Connor alakja / a Rendezői változatban Sarah Connor tükörképe | Fehér Anna                                                 |
| Ken Gibbel              | Douglas                                                                         | Melis Gábor                                                |

## Bakik
- Amikor a bárból kijövő férfi a levegőbe lő, a Terminátor szeme megrebben. Egy terminátor szeme nem rebbenhet meg. Ezután veszi el tőle a szemüveget.
- Sarah szerez egy gemkapcsot, amivel cellájában (kissé életszerűtlenül) kioldja bilincsét, azonban a cellaajtó kinyitásánál kissé rejtélyes módon már szakszerűen, 2 gemkapoccsal dolgozik.
- Amikor a Terminátor éppen készül felkapni Johnt a motorjára, akkor észrevehető, hogy nem is Arnold Schwarzenegger vezeti a motort, hanem egy kaszkadőr.
- Amikor a Terminátor üldözi Johnt, a szélvédője betörik; egyik vágásban csak törött, de a keretben van, míg egy másikban a bal felső sarka kihajolt, majd néhány másodperccel később ismét a helyén van. Ezt a bakit a 3D-s remastered kiadásban javították.
- Amikor a vontató leugrat, eltörik a jobb első kerék összekötője, ezért szalad a falnak.
- Ezt a hibát csak a régi 4:3-as verzióban láthatjuk: a telefonfülkés jelenetben látszik, hogy ki van könnyítve a telefon trezorja, amit a Terminátor lezúz.

## Kiadások
- moziváltozat, megjelent DVD-n is, tv-ben is sugározták (ez a legrövidebb változat), 131 perc
- moziváltozat, rendezői vágat (Director's Cut), 2:16:34, 137 perc
- DVD-kiadás, MIRAX, 5.1 hanggal, 140 perc
- DVD-kiadás, B-ROLL, 2:26:51, 147 perc
- Blu-ray kiadás (rendezői Special Edition) 6.1 hanggal, 152 perc
- Dupla DVD-kiadás, rendezői változat + extrák, további 20 perc
- Dupla DVD-kiadás (Extreme Edition), másik DVD-n extrák és nagyfelbontású wmv, 152 perc
- Dupla DVD-kiadás (Definitive Edition)
- DVD-kiadás (Extended Special Edition) 5.1 hanggal, 153 perc
- HD-DVD kiadás (Ultimate HD Edition) 7.1 hanggal, 153 perc
- Blu-ray kiadás (Skynet Edition) 5.1 hanggal, alternatív befejezéssel, ezüstkoponyás borító, 2:36:8, 156 perc

## Fontosabb díjak és jelölések
Oscar-díj  (1992)
- díj: legjobb vizuális effektusok - Gene Warren Jr., Gary Summers, Robert Skotak, Dennis Muren, Stan Winston
- díj: legjobb hangvágás - Gary Rydstrom, Gloria S. Borders
- díj: legjobb hang - Tom Johnson, Gary Rydstrom, Lee Orloff, Gary Summers
- díj: legjobb smink - Stan Winston, Jeff Dawn
- jelölés: legjobb operatőr - Adam Greenberg
- jelölés: legjobb vágás - Richard A. Harris, Mark Goldblatt

BAFTA-díj (1992)
- díj: legjobb vizuális effektusok - Robert Skotak, Gene Warren Jr., Stan Winston, Dennis Muren
- díj: legjobb hang - Gary Rydstrom, Tom Johnson, Gary Summers, Lee Orloff
- jelölés: legjobb látványtervezés - Lee Orloff